# Acosmetia tristis
Acosmetia tristis är en fjärilsart som beskrevs av Teich 1896. Acosmetia tristis ingår i släktet Acosmetia och familjen nattflyn. Inga underarter finns listade i Catalogue of Life.